# Armando Poggioli
Armando Poggioli (Modena, 16 giugno 1888 – 21 gennaio 1967) è stato un martellista e discobolo italiano.
Nel 1924 prese parte ai Giochi olimpici di Parigi, classificandosi venticinquesimo nel lancio del disco. Passò dunque alla pratica del lancio del martello, specialità nella quale fu per cinque anni consecutivi campione italiano assoluto (dal 1926 al 1930).
Nel 1928 partecipò ai Giochi olimpici di Amsterdam arrivando quarto nel lancio del martello. Nella successiva edizione delle Olimpiadi, Los Angeles 1932, si piazzò invece ottavo.

## Palmarès
| Anno | Manifestazione  | Sede        | Evento              | Risultato | Prestazione | Note |
| ---- | --------------- | ----------- | ------------------- | --------- | ----------- | ---- |
| 1924 | Giochi olimpici | Parigi      | Lancio del disco    | 25º       | 35,290 m    |      |
| 1928 | Giochi olimpici | Amsterdam   | Lancio del martello | 4º        | 48,37 m     |      |
| 1932 | Giochi olimpici | Los Angeles | Lancio del martello | 8º        | 46,90 m     |      |

## Campionati nazionali
- 5 volte campione italiano assoluto del lancio del martello (dal 1926 la 1930)

1920
- Bronzo ai campionati italiani assoluti, lancio del disco - 34,85 m

1921
- Bronzo ai campionati italiani assoluti, lancio del disco - 35,07 m
- Bronzo ai campionati italiani assoluti, lancio del martello - 28,145 m
- Bronzo ai campionati italiani assoluti, lancio della pietra - 14,38 m

1922
- Bronzo ai campionati italiani assoluti, lancio del martello - 31,36 m

1923
- Argento ai campionati italiani assoluti, lancio del disco - 38,905 m
- Bronzo ai campionati italiani assoluti, lancio del martello - 35,93 m

1926
- Oro ai campionati italiani assoluti, lancio del martello - 46,85 m

1927
- Oro ai campionati italiani assoluti, lancio del martello - 46,43 m

1928
- Oro ai campionati italiani assoluti, lancio del martello - 47,07 m

1929
- Oro ai campionati italiani assoluti, lancio del martello - 45,645 m
- Bronzo ai campionati italiani assoluti, lancio del disco - 38,535 m

1930
- Oro ai campionati italiani assoluti, lancio del martello - 46,45 m

1931
- Bronzo ai campionati italiani assoluti, lancio del martello - 44,54 m

1932
- Argento ai campionati italiani assoluti, lancio del martello - 48,37 m

1933
- Argento ai campionati italiani assoluti, lancio del martello - 46,59 m

1934
- Argento ai campionati italiani assoluti, lancio del martello - 44,07 m

1936
- Bronzo ai campionati italiani assoluti, lancio del martello - 45,54 m